# روث بردلی
روث بردلی (انگلیسی: Ruth Bradley؛ زادهٔ ۱۹۸۶/۱۹۸۷) بازیگر اهل جمهوری ایرلند است.
از فیلم‌ها یا برنامه‌های تلویزیونی که وی در آن نقش داشته‌است، می‌توان به پسران پرواز، دریا،
دوران کهن، هیومنز، نیروی نهایی، درمانگاه، سه‌نفره، تایتانیک، سقوط، گناه، تد لاسو، اسب‌های آرام، خبرچین، آگاتا و حقیقت قتل و آژیر اشاره کرد.